# Testa colossale di Amenofi III in quarzite
La Testa colossale di Amenofi III in quarzite è l'enorme frammento della testa proveniente da un colosso dell'antico faraone egizio Amenofi III (regno: 1386 - 1349 a.C.), della XVIII dinastia egizia. Fu rinvenuta nel monumentale Tempio funerario del faraone, sulla riva occidentale del Nilo, presso Tebe (Luxor). La testa è l'unico elemento conservatosi del colosso originario. È conservata al British Museum, a Londra, nel Dipartimento della Collezione di Antico Egitto e Nubia.

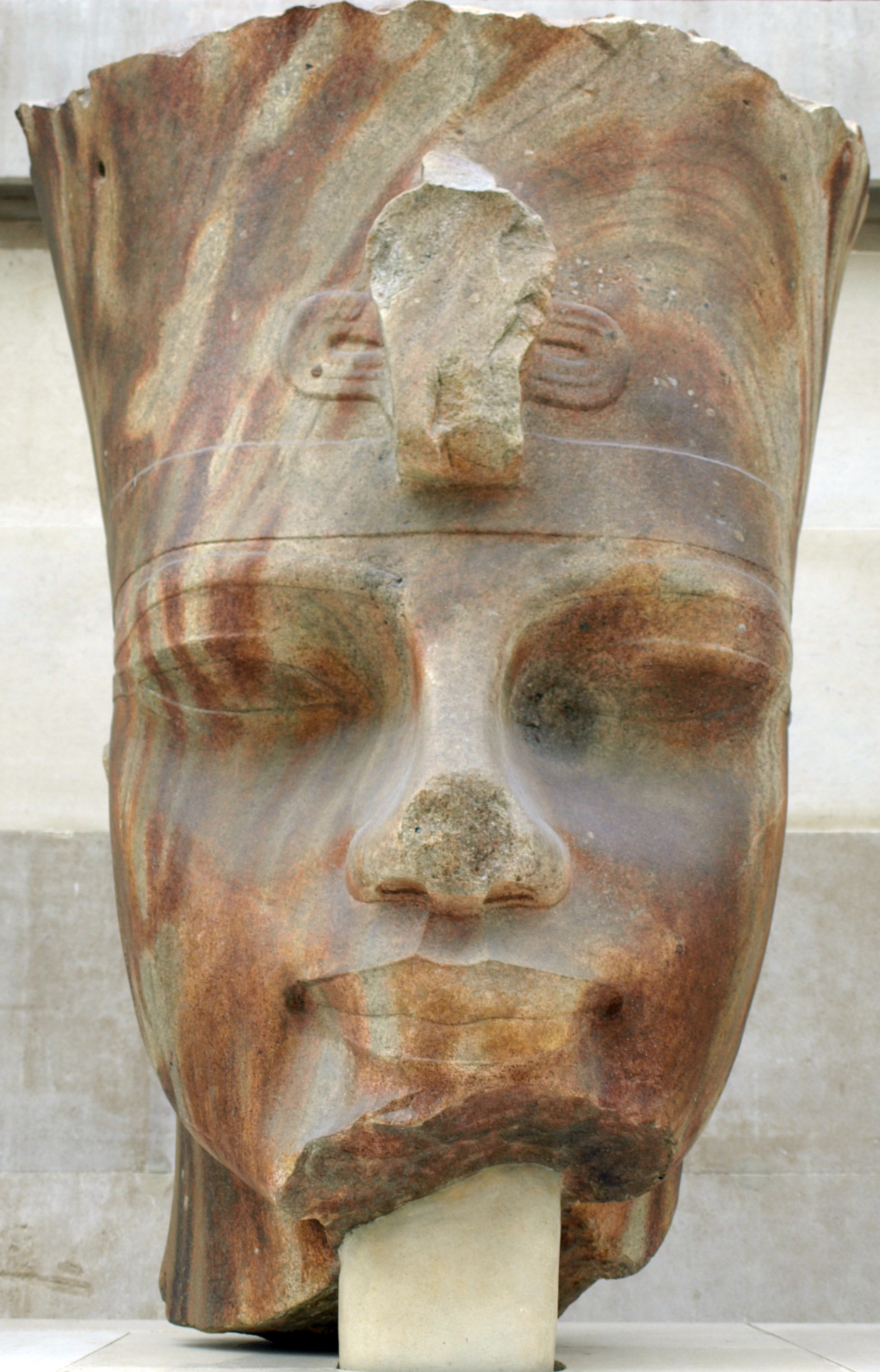

Questa statua in quarzite bruna faceva parte di una serie di colossi quasi identici che fiancheggiavano il lato occidentale di un cortile ipostilo. Intatto, tale colosso doveva essere alto più di 8 metri, senza contare la base, e il corpo doveva essere nella classica posa del dio Osiride (dio dei morti, adatto a un tempio funerario), con le gambe unite, le braccia incrociate sul petto, i due scettri pastorale (hekat) e flagello (nekhekh), il solito gonnellino stretto intorno ai fianchi e la corona rossa (deshret) del Basso Egitto, con l'ureo regale, in capo. La scoperta, nel 1964, della testa e di numerosi frammenti di un altro colosso di tale set ha permesso una ricostruzione piuttosto puntuale del loro aspetto originario. Le statue sul lato opposto del cortile e del colonnato erano simili, ma in granito rosso e recanti la corona bianca (hedjet) dell'Alto Egitto. La posa è stata interpretata come riferimento alla celebrazione della prima Festa Sed di Amenofi III, durante la quale si credeva che il faraone adempisse a un rito di ringiovanimento e diventasse a tutti gli effetti un dio vivente. Questo avveniva in occasione del 30º anniversario di regno: come un dio, Amenofi era quindi celebrato da questo colosso e dagli altri simili.
La testa è alta 1,17 metri, larga 81 centimetri e profonda 66 centimetri. Fu acquistata da Henry Salt nel 1823 e reca la sigla d'inventario EA 7; è esposta nella Queen Elizabeth II Great Court, inaugurata da Elisabetta II nel 2000.